# Mazatepec
Mazatepec é um município do estado de Morelos, no México.